# 史魯
史鲁（1473年—1539年），字宗道，號首山子，山西平阳府蒲州人，明朝政治人物。

## 生平
治《書經》，行一，由國子生中式戊午科（1498年）山西鄉試第三名舉人，年三十六歲中式正德三年（1508年）戊辰科會試第四十名，第三甲第五十名進士。初授镇江府推官，擢南京刑科给事中，八年十二月劾奏守备太监刘琅及南京兵部尚书刘机，十二年八月以違例授京職被废黜为民。嘉靖十八年卒，享年六十七。

## 家族
曾祖史仲謙。祖父史全，義官。父史臣，南阳府经历，封给事中。母冯氏，封孺人。具庆下，弟史周，贡士。